# René Sillou
René Sillou est un footballeur français né le 31 janvier 1944 à Aire-sur-la-Lys. Ce milieu de terrain a évolué au Racing Club de Lens et au Stade de Reims. Plus tard, il a entraîné l'US Nœux-les-Mines en 1982-1983. il mesure 1,75 m.

## Carrière
- 1963-1966 : RC Lens
- 1966-1968 : RC Paris Sedan
- 1968-1969 : RC Lens
- 1969-1972 : Stade de Reims
- 1972-1973 : US Toulouse
- 1973-1975 : FC Lorient
- 1975-1976 : FC Rouen

## Palmarès
- International espoir en 1963 et militaire en 1965